# Soul My Way
Albums de Jerry Lee Lewis
By Request: More of the Greatest Live Show on Earth
(1966) Another Place, Another Time
(1968)
Soul My Way est un album de Jerry Lee Lewis, enregistré sous le label Smash Records et sorti en 1967.

## Liste des chansons
1. Turn on Your Love Light (D. Malone/J.Scott)
2. It's a Hang Up, Baby (Eddie Reeves)
3. Dream Baby (How Long Must I Dream) (en) (Cindy Walker)
4. Just Dropped In (Mickey Newbury)
5. Wedding Bells (Claude Boone)
6. He Took It Like a Man (Jerry Lee Lewis)
7. Hey! Baby (B. Channel/M. Cobb)
8. Treat Her rRght (Roy Head)
9. Holdin' On (M. Barton/B. Dyson)
10. Shotgun Man (Cecil Harrelson)
11. Betcha Gonna Like It (B. Killen/R. Riley)

## Source de la traduction
- (en) Cet article est partiellement ou en totalité issu de l’article de Wikipédia en anglais intitulé « Soul My Way » (voir la liste des auteurs).